# Kim Wall (Schauspieler)
Kim Wall (* 20. Jahrhundert) ist ein britischer Schauspieler.

## Leben und Karriere
Im Jahre 1984 begann die schauspielerische Karriere von Kim Wall.
Wall ist vor allem in britischen Comedy-Serien aufgetreten.

## Fernsehauftritte und Filmografie (Auswahl)
- The All New Alexei Sayle Show
- The Armstrong and Miller Show
- Heartburn Hotel
- World of Pub
- Big Train
- Nighty Night
- Angelo's
- Al Murray's Multiple Personality Disorder
- The War Zone
- Holy Flying Circus
- 2004: The Play What I Wrote